# Rivolta dei Camisardi
La rivolta dei Camisardi (Camisards in lingua francese) fu un'insurrezione che durò dal 1702 al 1705, con qualche rigurgito di ribellione proseguito fino al 1709, e fu condotta da gruppi di Ugonotti protestanti della zona montuosa delle Cevenne contro il governo del re di Francia Luigi XIV, che li perseguitava.

## Cause della guerra
Il nome fu attribuito nel 1685 ai protestanti cevennati della zona del Gard e della Lozère che presero le armi al momento in cui re Luigi XIV con l'editto di Fontainebleau (18 ottobre) aveva revocato ciò che rimaneva dell'editto di Nantes emesso circa un secolo prima da Enrico IV, invocando libertà di coscienza. Semplici artigiani e contadini tennero testa a due marescialli di Francia ed alle loro truppe, venute per convertirli con la forza o sterminarli.
Il termine Camisard deriva quasi certamente da camise, cioè «camicia», che i combattenti indossavano sopra i loro abiti. È questa l'ipotesi più verosimile: si trova l'espressione chemisard in un testo dell'Ardèche dell'inizio del 1702.
I cattolici, e quei protestanti che erano contrari alla rivolta armata, li definivano «fanatici». Il nome Cévennes a quei tempi si riferiva alla pianura della Bassa Linguadoca e nel XVIII secolo si parlava di «guerra delle Cevenne» e non di «guerra dei camisardi».

## Natura dei camisardi
Per un terzo si trattava di contadini delle Cevenne e per quasi il sessanta per cento di artigiani rurali, la stragrande maggioranza dei quali lavorava come cardatore, pettinatore o tessitore della lana. Le classi agiate erano invece poco rappresentate fra i camisardi: fra di essi non figura alcun gentiluomo, cioè nessuno formatosi all'uso delle armi. Tale assenza di nobili alla testa della rivolta fu così sorprendente per quei tempi, che si suppose persino che alcuni nobili ugonotti, rifugiatisi all'estero, fossero rientrati nelle Cevenne per mettersi a capo della rivolta. Jean Cavalier (1681 – 1740), uno dei capi più prestigiosi, era un apprendista fornaio, ma si trovavano cionondimeno soldati anziani che ebbero un ruolo importante nella formazione di truppe da combattimento. Non v'erano armate distinte né comandi unici, ma piccoli gruppi di combattenti per regione, con quadri permanenti e soldati semplici occasionali.

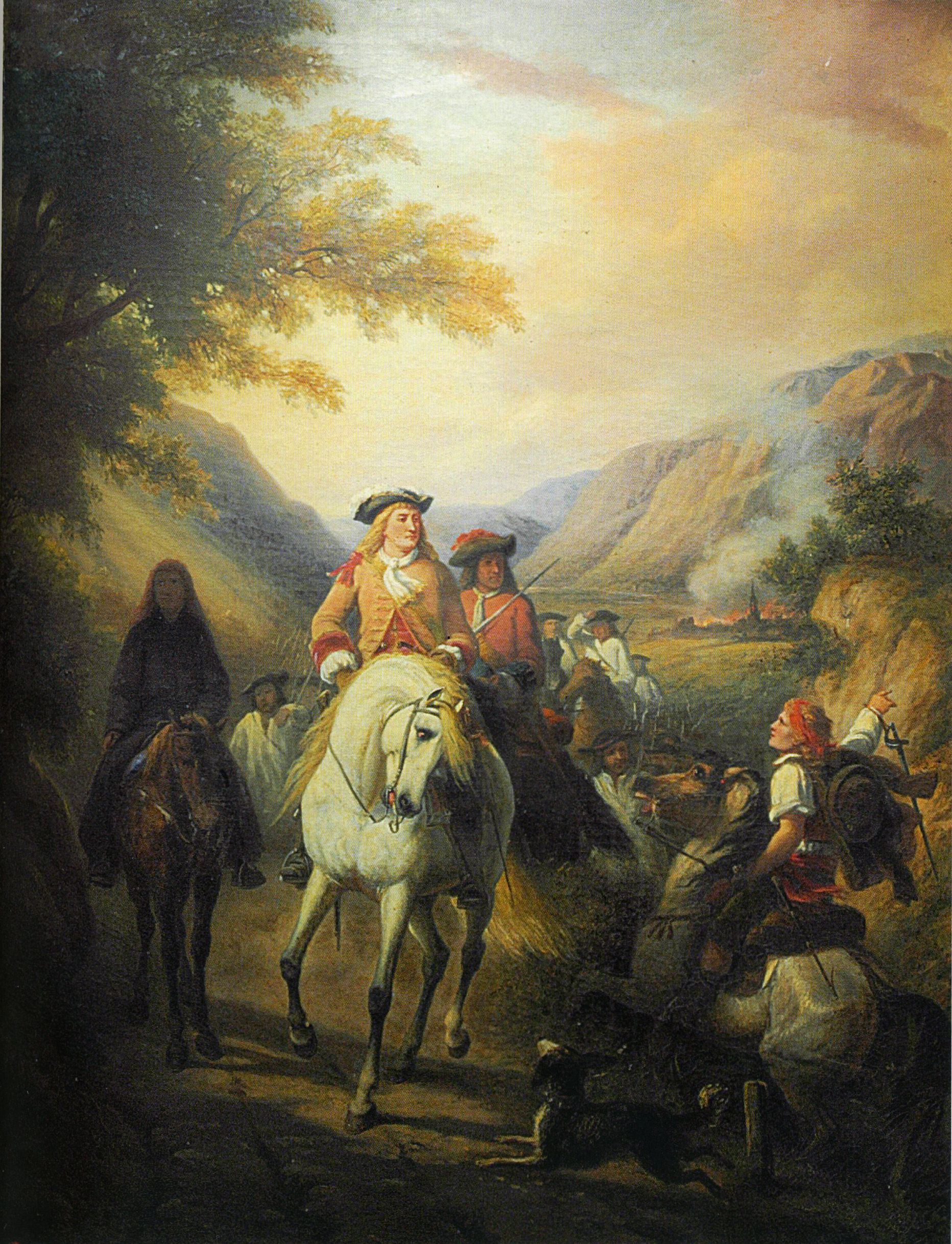
Jean Cavalier – uno dei capi (dipinto di P.A. Labouchère, 1864)

## I capi
I capi erano prevalentemente giovani: il loro leader più noto, Jean Cavalier aveva 21 anni allorché prese il comando di un gruppo di rivoltosi ed un altro - anch'egli divenuto famoso - Pierre La Porte, detto Rolland (1680 – 1704) di 22.
I rivoltosi erano suddivisi in bande regionali ciascuna delle quali era guidata da un capo riconosciuto: Cavalier dava battaglia nella piana della Bassa Linguadoca fra Uzès e Sauve; la zona di Le Bougès e del Monte Lozère era di competenza di Abraham Mazel (1677 – 1710); quella del Monte Aigoual era controllata da una vecchia guardia forestale, Henri Castanet (1674 – 1705); mentre il giovane comandante, Pierre La Porte detto Rolland, menzionato qua sopra, conduceva i suoi attacchi contro le forze realiste nell'area fra Mialet e Lasalle. Questi capi assurgevano spesso il ruolo di profeti, figure analoghe alle omonime dell'Antico Testamento. In questo modo la rivolta assurse, per i rivoltosi, al rango di una guerra santa; contadini ed artigiani, incoraggiati dall'oratoria profetica dei loro capi, quando attaccavano si sentivano protetti da Dio, quindi invincibili e pare che assalissero i nemici al canto di salmi biblici.

## L'organizzazione e la tattica
Nonostante l'indipendenza di ciascun gruppo locale nel progettare e condurre le proprie azioni fosse la norma, non mancavano casi in cui più bande locali si unissero per condurre una particolare azione di guerriglia, salvo per poi tornare ciascuno alla propria autonomia; non infrequenti erano anche i passaggi di singoli camisards da una banda all'altra.
La flessibilità dell'organizzazione e la dispersione dei rivoltosi erano la loro forza, così com'era la loro perfetta conoscenza del territorio: praticavano la guerriglia tipica, sparendo dopo ogni azione od imboscata dileguandosi fra la popolazione.
L'impossibilità da parte delle truppe reali di annientare i focolai di rivolta nonostante mezzi estremi - quali la deportazione e l'incendio delle case in gran parte del territorio - impose la necessità di un eventuale negoziato.
La complicità della popolazione locale era determinante al perdurare del successo; essa non solo provvedeva le truppe, ma altrettanto le riforniva: viveri e munizioni venivano nascosti nelle abitazioni o in locali noti solo ai residenti. Della cosa ebbe notizia il maresciallo di Francia Nicolas Auguste de La Baume, marchese di Montrevel (1636 – 1716), comandante incaricato di reprimere la rivolta, che autorizzò l'operazione «Incendio delle Cévennes» nel 1703, al fine di privare i rivoltosi delle loro fonti di approvvigionamento; fu la scoperta del magazzino nascosto di Cavalier, a costituire un grave smacco per il progresso della rivolta.

## Lo sviluppo militare della rivolta
Durante il XVII secolo le diocesi di Nîmes, di Alès e d'Uzès erano agitate da conflitti religiosi: nonostante le persecuzioni erano molto numerosi i residenti di fede protestante; la revoca dell'editto di Nantes (editto di Fontainebleau del 18 ottobre 1685) li colpì di proscrizione generale e l'arrivo di missionari e di soldati riuscì a convertirne molto pochi.
Le conseguenze furono chiese riportate al culto cattolico, uomini inviati al remo sulle galere; donne, anziani e bambini imprigionati; molti dei quali si rifugiarono nelle Cevenne - dove vennero comunque perseguitati - e fu così che molti presero le armi.
Ufficialmente gli storici datano la rivolta delle Cevenne a partire dal 1702 quando, il 24 luglio a Pont-de-Montvert, fu assassinato l'abate di Chalya, che era particolarmente virulento nello stimolare le persecuzioni.
Via via che la rivolta si sviluppava - e con l'esacerbarsi della repressione - aumentavano le azioni di guerriglia, gli incendi di chiese cattoliche, gli omicidi di parroci e prelati troppo zelanti nel collaborare con le autorità, fino a che si giunse allo sterminio di interi villaggi a stragrande maggioranza cattolica tanto che anche da parte dei cattolici stessi furono costituite bande - dette «camisardi bianchi» o «cadetti della croce» - che reagivano compiendo a loro volta azioni di rappresaglia indiscriminata contro le case, i luoghi di culto e le persone di fede ugonotta.
Tale rivolta ebbe luogo in piena guerra di successione spagnola (1701-1714) con i nemici della Francia che fornivano aiuti ai rivoltosi, costringendo Luigi XIV a tener impegnate truppe altrimenti disponibili sui fronti di guerra. Fra i sostenitori dei camisard - ed in particolare del Cavalier - c'era Vittorio Amedeo II di Savoia, non per motivi religiosi certamente, bensì perché al tempo (da novembre 1703, con il trattato di Torino) si trovasse schierato con gli imperiali contro la Francia. Il Re Sole inviò nelle Cevenne il generale Victor-Maurice de Broglie (1647-1727), ma molti reparti dell'esercito francese furono battuti o distrutti dai ribelli, così nel 1703 il re inviò un esercito di 60.000 uomini, al comando del maresciallo di Francia Nicolas Auguste de La Baume, marchese di Montrevel, in sostituzione del De Broglie che si lamentava sempre di non aver avuto truppe sufficienti per sedare la rivolta. 
Nel 1724 fu nominato anche lui Maresciallo di Francia, quale tacita ricompensa per lo smacco subito.
Nonostante le feroci misure di repressione adottate dal nuovo arrivato e la cattura di numerosi capi del movimento, la situazione non migliorò un granché, con il territorio teatro di continua carneficina: autentica spina nel fianco del regno, seriamente impegnato in ben altra guerra.
Nella primavera del 1704 fu il marchese di Montrevel lui stesso ad essere a sua volta sostituito dal maresciallo Claude Louis Hector, duca di Villars (1653-1734) il quale, pur continuando le repressioni del predecessore, riuscì a stabilire contatto con i capi ribelli e ad iniziare trattative di pace che, già da quel mese di maggio, portarono ad una tregua. Infatti, astutamente dividendo i camisards fra loro stessi, li condusse a poco a poco alla resa. 
Dichiarando un'amnistia per tutti rilasciò i prigionieri, qualunque fosse la loro fede, ma annunciò anche l'esecuzione immediata di chiunque fosse stato trovato in possesso di armi; simultaneamente istituì colonne mobili di pronto intervento. Contemporaneamente, forti dissensi all'interno del movimento ribelle nocquero alle operazioni militari, forzando molti dei capi a scegliere la via dell'esilio o della resa. 
Alla fine dell'anno seguente solo una banda risultava ancora attiva, ma benché ci fossero - ad opera di alcuni capi ritornati clandestinamente dall'esilio - sporadici tentativi di riprendere le ostilità, queste ultime furono speditamente soffocate.
Come era facilmente prevedibile, i rimasti non ottennero la promessa libertà di culto che li aveva convinti: la repressione religiosa continuò a lungo come una volta, con i soliti arresti, detenzioni e persecuzione. 
Comunque dal 1715, abbandonando la resistenza armata e pretese al potere, i protestanti ugonotti ricostituirono la loro comunità religiosa; le autorità dal canto loro e traendo insegnamento dagli eventi trascorsi, limitarono le repressioni, senza oltrepassare certi limiti che avrebbe portato al riaccendersi di una nuova rivolta; il problema fu risolto radicalmente solo con l'avvento della rivoluzione francese.

### Ristampe di testi del XVIII secolo
- Antoine Court, Histoire des Camisards, 1760. Réédition Presses du Languedoc en 2004.
- Mazel, Marion, Bonbonnoux Mémoires, réédition Presses du Languedoc en 2001.
- Louvreleuil, Le Fanatisme renouvelé, rééd. Presses du Languedoc.
- Elie Salvaire. , Relation sommaire des désordres commis par les camisards des Cévennes, Presses du Languedoc 1997.
- Maximilien Misson, Le Théâtre sacré des Cévennes, réédition Presses du Languedoc, 1996.
- La Baume, Relation historique de la révolte des camisards, rééd. Presses du Languedoc, 2004.
- Lettres reçues par le maréchal de Montrevel pendant la guerre des camisards, Presses du Languedoc, 2006.